# Johana I. Burgundská
Johana I. Burgundská (francouzsky Jeanne de Hohenstaufen, 1191/1192? - 1205) byla burgundská hraběnka, dcera Oty I. a Markéty, dcery hraběte Theobalda z Blois.
Hrabě Ota byl v lednu roku 1200 zavražděn a malá Johana se stala jeho dědičkou. Regentskou vládu vykonávala ovdovělá Markéta. Johana zemřela zřejmě roku 1205 a byla pohřbena v katedrále sv. Štěpána v Besançonu. Hrabství zdědila její mladší sestra Beatrix.